# Kestert
Kestert ist eine Ortsgemeinde im Tal der Loreley im Rhein-Lahn-Kreis in Rheinland-Pfalz. Sie gehört der Verbandsgemeinde Loreley an und liegt im UNESCO-Welterbe Oberes Mittelrheintal.

## Politik

### Gemeinderat
Der Gemeinderat in Kestert besteht aus zwölf Ratsmitgliedern, die bei der Kommunalwahl am 9. Juni 2024 in einer Mehrheitswahl gewählt wurden, und dem ehrenamtlichen Ortsbürgermeister als Vorsitzendem. Bis zur Wahl 2019 erfolgte eine personalisierte Verhältniswahl, da mindestens zwei Wahlvorschläge eingereicht wurden.
Die Sitzverteilung im Gemeinderat:
| Wahl | SPD               | CDU               | Linke             | FWG               | Gesamt   |
| ---- | ----------------- | ----------------- | ----------------- | ----------------- | -------- |
| 2024 | per Mehrheitswahl | per Mehrheitswahl | per Mehrheitswahl | per Mehrheitswahl | 12 Sitze |
| 2019 | 5                 | 7                 | –                 | –                 | 12 Sitze |
| 2014 | 4                 | 7                 | 1                 | –                 | 12 Sitze |
| 2009 | 2                 | 7                 | 1                 | 2                 | 12 Sitze |
| 2004 | 2                 | 7                 | –                 | 3                 | 12 Sitze |

### Bürgermeister
Ortsbürgermeister von Kestert ist Uwe Schwarz. Bei der Direktwahl am 26. Mai 2019 wurde er mit einem Stimmenanteil von 81,67 % und am 9. Juni 2024 als einziger Bewerber mit 76,5 % für jeweils fünf Jahre wiedergewählt.

## Geschichte
Kestert wird erstmals im Jahr 755 urkundlich erwähnt, als die Abtei Fulda in den Besitz mehrerer Weinberge „ad Castrionis“ kam.
In den nächsten Jahrhunderten war Kestert Teil des Bopparder Reiches. Als Boppard im Jahr 1327 seine Reichsunmittelbarkeit verlor und durch König Heinrich VII. an seinen Bruder, den Erzbischof Balduin von Trier, verpfändet wurde, gelangte Kestert ebenfalls an das Kurfürstentum Kurtrier, und verblieb dort bis zum Reichsdeputationshauptschluss 1803, bei dem alle geistlichen Territorien aufgelöst wurden. In dieser Zeit gehörte Kestert zum Oberamt Boppard. Anschließend wurde es Nassau-Weilburg zugeschlagen und kam nach dem Wiener Kongress 1815/16 schließlich an das Herzogtum Nassau, in dem es zum neugegründeten Amt St. Goarshausen gehörte. 1866 kam Kestert an Preußen. In den Besatzungszeiten nach dem Ersten und Zweiten Weltkrieg gehörte es jeweils zur französischen Besatzungszone.
Anschließend wurde Kestert in das neue Land Rheinland-Pfalz und dort in den Landkreis St. Goarshausen bzw. Loreleykreis eingegliedert, der 1969 im Rhein-Lahn-Kreis aufging.

## Religion
Im Februar 2018 haben sich die zehn ehemals selbständigen Pfarreien St. Martin (Osterspai), St. Margaretha (Filsen), St. Nikolaus (Kamp-Bornhofen), St. Jakobus der Ältere (Dahlheim), St. Georg (Kestert), St. Martin (Wellmich), St. Johannes der Täufer (St. Goarshausen), St. Nikolaus (Kaub), St. Peter und Paul (Nastätten) sowie St. Florin (Strüth)  zu der der neu gegründeten römisch-katholischen Pfarrei „Heilige Elisabeth von Schönau“ mit Sitz in Kamp-Bornhofen zusammengeschlossen, sie gehört zum Bistum Limburg.

## Sehenswürdigkeiten

### Kirche St. Georg

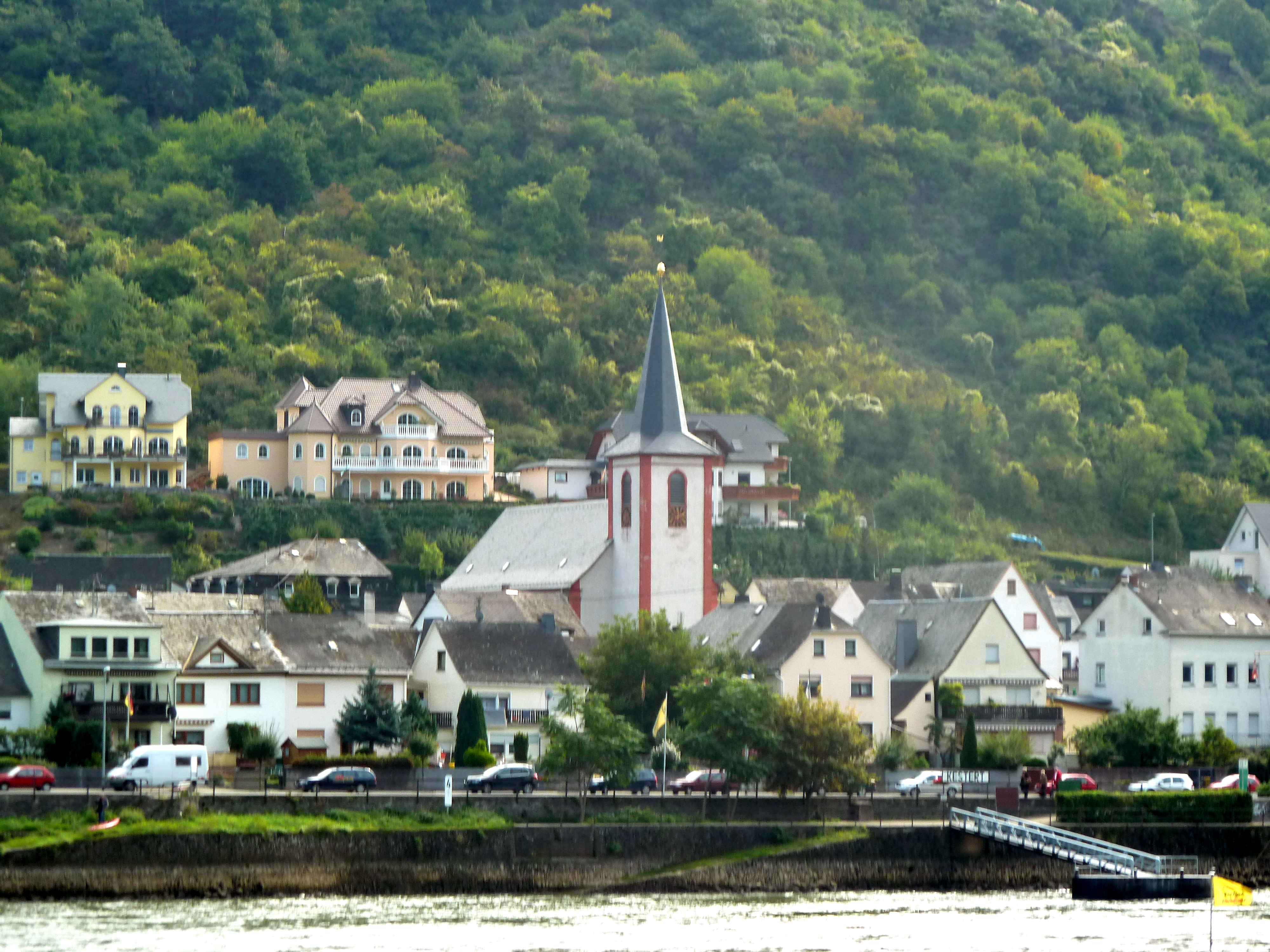
Blick auf Kestert und die katholische Kirche St. Georg

Die katholische Kirche St. Georg wurde 1779 im Barockstil erbaut. 1958 erfolgte der Anbau eines Seitenschiffes, welches 2011 wieder abgerissen wurde. Im Inneren finden sich mehrere barocke Heiligenfiguren.

### In der Nähe
Die feindlichen Brüder mit Burg Liebenstein und Burg Sterrenberg bei Kamp-Bornhofen und die Loreley bei St. Goarshausen, Marksburg bei Braubach und Burg Lahneck bei Lahnstein.
Siehe auch: Liste der Kulturdenkmäler in Kestert

## Verkehr

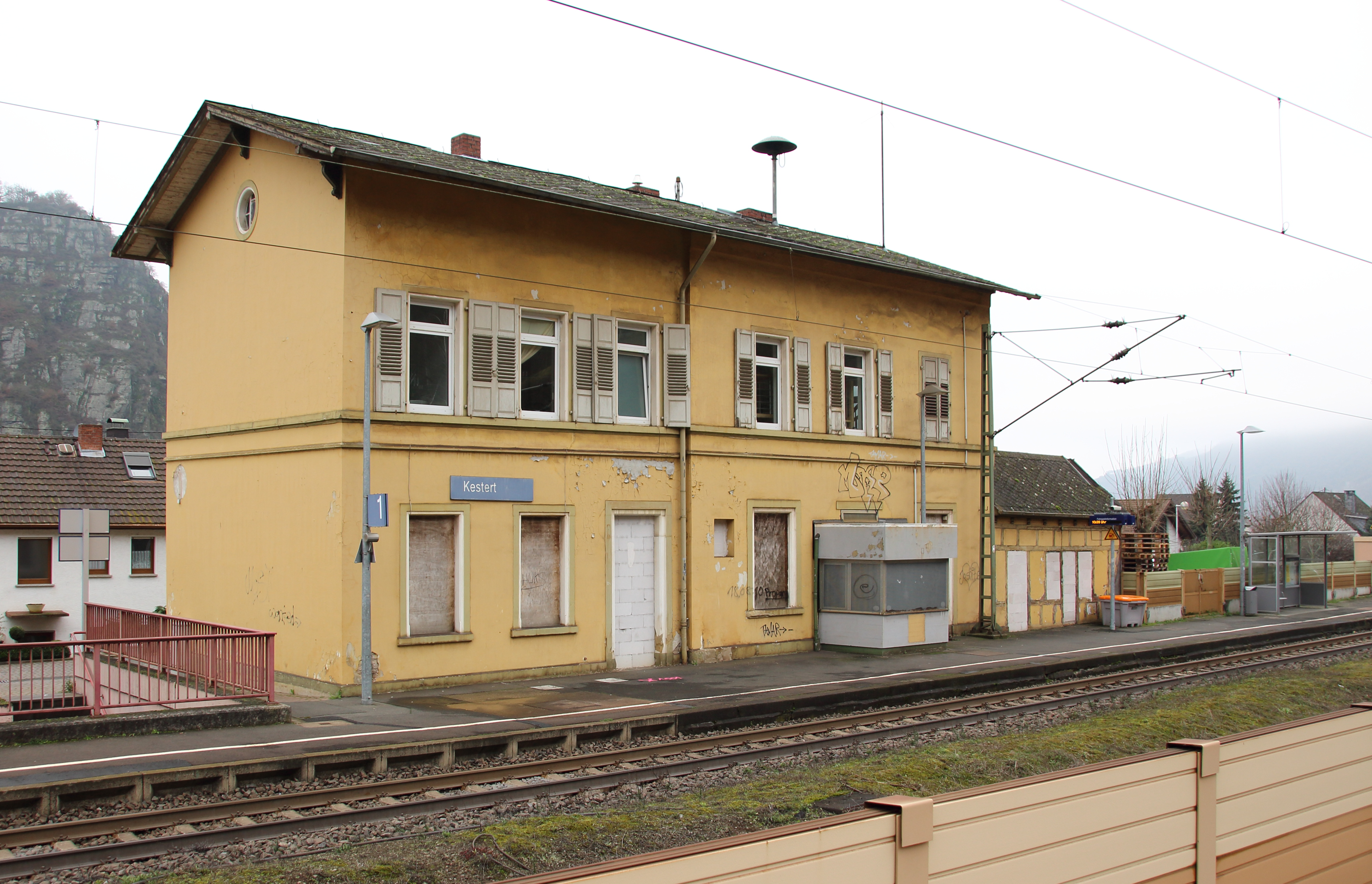
Bahnhof Kestert

Felssturz vom 15. März 2021

Über die Bundesstraße 42, die am Rhein und parallel zur Bahnstrecke verläuft, ist Kestert mit den Großstädten Koblenz und Wiesbaden verbunden.
Kestert verfügt über einen eigenen Bahnhof an der rechten Rheinstrecke, hier verkehren die Züge der Linie RB 10 (Neuwied–Koblenz–Sankt Goarshausen–Wiesbaden–Frankfurt-Höchst–Frankfurt (Main) Hauptbahnhof) der Vias GmbH nach dem Rheinland-Pfalz-Takt täglich im Stundenrhythmus. Aufgrund der Lage im Rhein-Lahn-Kreis gilt auf dem in Rheinland-Pfalz liegenden Streckenabschnitt der Tarif des Verkehrsverbunds Rhein-Mosel (VRM).
Bei einem Felssturz am 15. März 2021 lösten sich ca. 15.000 Kubikmeter Gestein aus schweren Schieferplatten und Geröll und blockierten einen Teil der laut Deutscher Bahn meistbefahrenen Güterzugstrecke Europas zwischen Genua und Rotterdam. Ebenfalls betroffen war die Bundesstraße. Mithilfe mehrerer Sprengungen wurde versucht, nachrutschendes Gestein zu lösen und abzutransportieren. Bundesstraße und Bahnlinie waren mehrere Wochen gesperrt und anschließend nur eingeschränkt befahrbar.

## Söhne und Töchter der Gemeinde
- Johann Schlaad (1822–1892), Orgelbauer
- Manfred Schneider (1953–2008), Komponist und Musiker